# 박미영 (탁구 선수)
박미영(1981년 11월 17일 ~ )은 대한민국의 삼성생명 소속 탁구선수이다. 2008년 중국 북경올림픽대회 단체전에서 김경아, 당예서와 함께 동메달을 획득하였다.

## 실적
- 2012년 국제탁구연맹 월드투어 스페인오픈 여자 복식 우승
- 2012년 도르트문트 세계단체탁구선수권대회 여자부 동메달
- 2011년 한국마사회컵 코리아 오픈 국제탁구대회 여자복식 우승
- 2011년 세계탁구선수권대회 여자 복식 동메달
- 2010년 대한항공배 프로투어 그랜드 파이널스 여자 복식 우승
- 2010년, 2010 아시안 게임 탁구 여자단체전 동메달
- 2010년 한국마사회컵 코리아오픈 탁구대회 여자 복식 우승
- 2010년 KRA컵 SBS탁구챔피언전 여자단식 준우승
- 2010년 카타르 오픈 여자 복식 준우승
- 2009년 국제탁구연맹투어 폴란드오픈 여자 단식 준우승
- 2009년 국제탁구연맹투어 폴란드오픈 여자 복식 3위
- 2009년 아시아선수권대회 탁구 여자 복식 준우승
- 2009년 국제탁구연맹 프로투어 영국오픈 여자 복식 우승
- 2009년 대한항공배 코리아오픈 국제탁구대회 여자 복식 우승
- 2009년 일본 오픈 여자 단식 우승
- 2008년 제29회 베이징 올림픽 탁구 여자 단체전 동메달
- 2008년 국제탁구연맹 프로투어 중국오픈 여자 단체전 준우승
- 2008년 브라질 오픈 여자 복식 우승
- 2007년 아시아 탁구선수권대회 단체전 3위
- 2007년 세계탁구선수권대회 개인복식 3위
- 2006년 제15회 도하 아시안게임 탁구 단체전 3위
- 2005년 브라질 오픈 여자 복식 준우승

## 짝꿍
- 박미영 선수가 가진 메달기록 상 9개 메달은 김경아선수와 합작한 것이다.